# インド太平洋

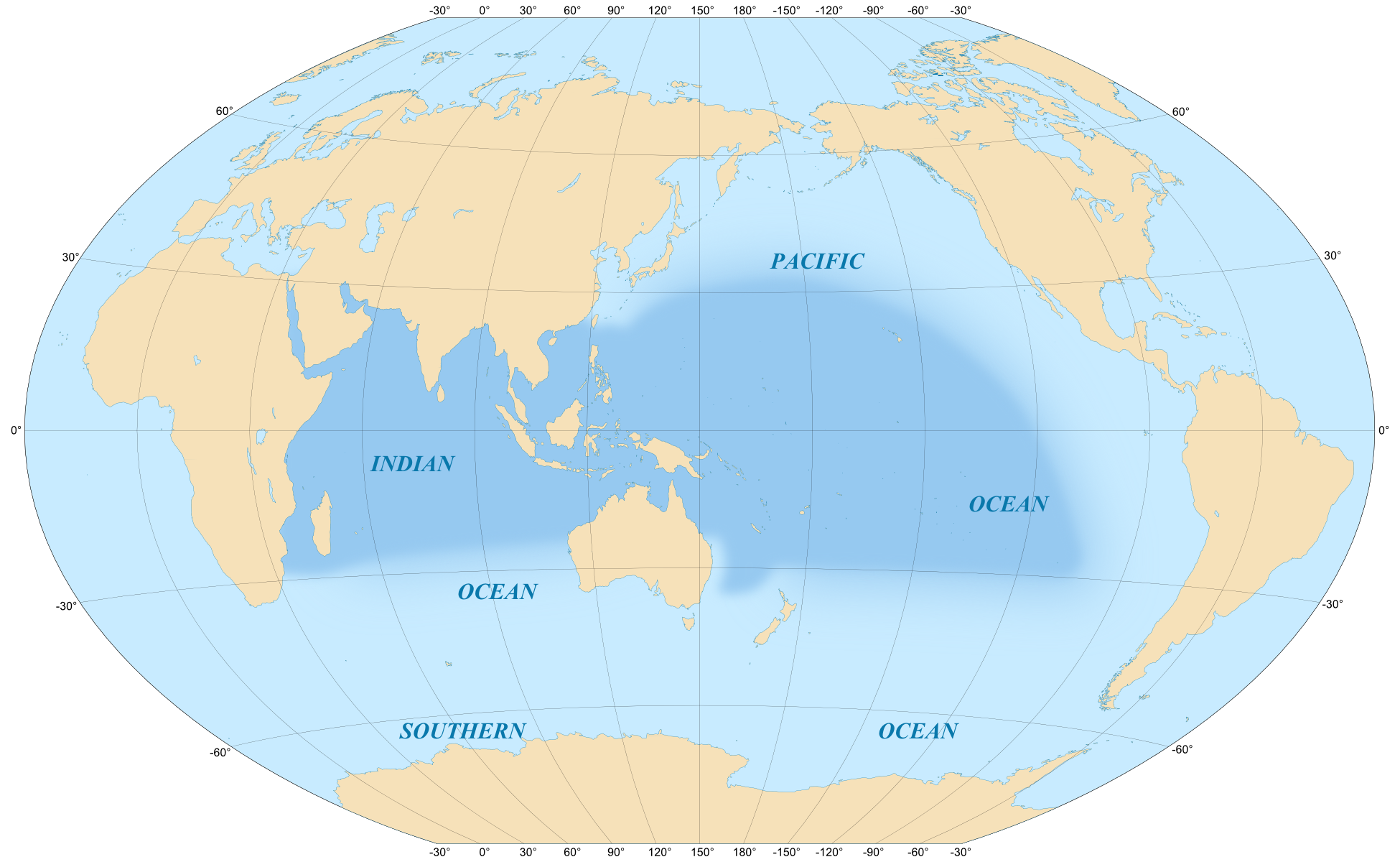
濃い青の部分がインド太平洋

インド太平洋（インドたいへいよう、英語:Indo-Pacific）とは、インド洋から太平洋にかけての地域・暖流域。アフリカ東部沿岸およびマダガスカル付近から、二つの大洋の間にあるフィリピン、インドネシア周辺の海域を経て、オセアニアの東縁までの範囲に渡る。

## 自由で開かれたインド太平洋
2007年8月インド議会で安倍晋三首相の演説「二つの海の交わり」にて、「インド洋・太平洋」と二つの海を一体として見ることの戦略的な重要性を説いた演説「太平洋とインド洋は自由と繁栄の海」にて、「アジア太平洋」の代わりに「インド太平洋」を用いた。 。アメリカ合衆国政府も、2018年5月には米太平洋軍を「米インド太平洋軍」に名称変更している。2022年5月には東京でインド太平洋経済フレームワーク（IPEF）という経済協議体を発足させている。

## 地理

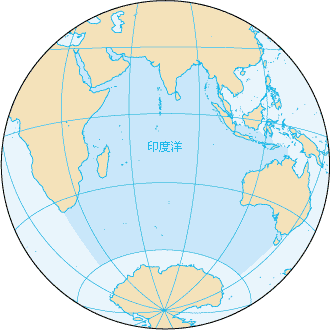
インド洋
インド洋は、インド、パキスタン、バングラデシュ、ミャンマー、スリランカから、西はアラビア半島およびアフリカに接し、紅海とつながる。東はマレー半島、スマトラ島、ジャワ島、オーストラリア、南は南極海に囲まれる。主なチョークポイントは、バブ・エル・マンデブ海峡、ホルムズ海峡、マラッカ海峡、スエズ運河の南側入り口、ロンボク海峡。アンダマン海、アラビア海、ベンガル湾、グレートオーストラリア湾、アデン湾、オマーン湾、ラッカディブ海、モザンビーク海峡、ペルシャ湾、紅海を含む。
太平洋

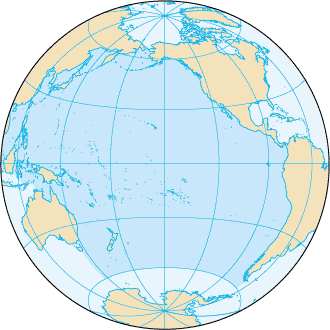
太平洋の位置

太平洋は地球表面のおよそ3分の1を占める世界最大の海洋であり、面積はおよそ1億6525万平方キロメートルである。太平洋はマラッカ海峡でインド洋 とつながり、東南部にあるドレーク海峡およびマゼラン海峡で大西洋とつながり、北部のベーリング海峡で北極海とつながる。付属海は、北からベーリング海、オホーツク海、日本海、黄海、フィリピン海、東シナ海、南シナ海、スールー海、セレベス海、ジャワ海、フロレス海、バンダ海、アラフラ海、サンゴ海、タスマン海。主な海流に黒潮、親潮、カリフォルニア海流、北赤道海流、ペルー海流などがある。

## 生物地理学
インド洋と太平洋に共通して分布しながら、大西洋には分布しない海洋生物は非常に多い。それらの分布などに言及する場合や、それらの生物相を総じて表現する場合に用いられる。具体的には、そのような生物の分布域を示す場合に「インド太平洋」と記したり、それらの生物種を「インド太平洋種」と呼んだりする。これらインド太平洋種には非常に多くの海洋生物が含まれる。また、海と沿岸河川を回遊する生物にも同様の分布を示すものが多い。
日本近海に見られる海洋生物の場合、寒流（親潮）要素、暖流（黒潮）要素、極東要素の3要素に大別できるが、このうち黒潮要素のものがほぼインド太平洋種に相当する。
ただし同じ太平洋でも東太平洋、すなわち南北アメリカ西岸域にはやや異なった生物相が見られ、インド洋と西太平洋ほど共通した生物は見られない。また大西洋では、生物相を含む自然環境においてインド洋や太平洋と共通するものが少ないため「インド大西洋」や「大西太平洋」といった言い方は普通はなされない。インド洋・太平洋・大西洋のすべてに共通する種の場合は、世界的に分布する陸生生物と同様に汎存種（コスモポリタン種、広汎種）などと呼ばれる。

## 言語学
言語学の分野ではジョーゼフ・グリーンバーグが1971年にインド・太平洋大語族を提唱した。この場合の「インド」は、太平洋の語と対になっていることから、インド・ヨーロッパ語族という場合のインドではなく、上記の自然科学用語と同様に「インド洋」の省略形と受け取れる。ただしこの語族は研究者らにはほとんど受け入れられていない。

## 外交戦略、国際情勢

### 戦略上の特性

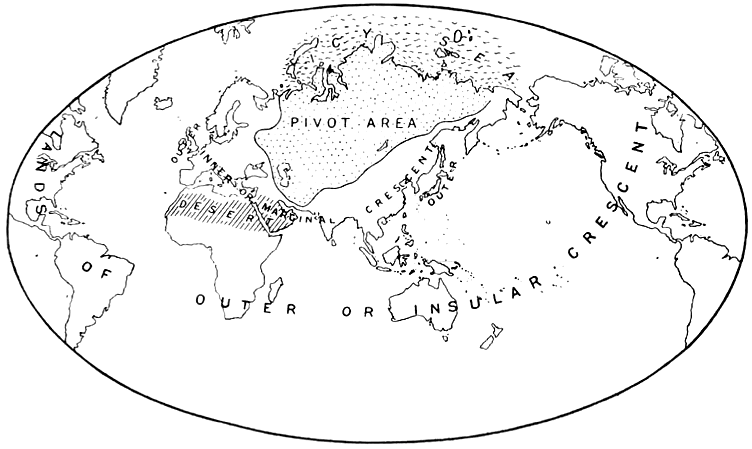
1904年当時の地政学的な考え方（ハートランド）

現代地政学の発展に貢献したハルフォード・マッキンダーは『デモクラシーの理想と現実』（1919年著）で、有史以来、中東地域は、西洋のシーパワーと大陸のランドパワーが衝突する要衝であることを指摘した。当時は、スエズ運河の開通により、西ヨーロッパとインド洋～太平洋に至る地域が一つながりになった時代でもあった。
19世紀以降、スエズ運河及びパナマ運河の開通を経て「インド洋」及び「太平洋」の戦略的重要性が変化し、特に1968年（昭和43年）の英海軍のスエズ以東撤退以降、ソビエト連邦の活動が拡大したため、1970年代以降の米国で「インド太平洋」という概念が生じた。冷戦終結後はソビエト連邦に代わって中華人民共和国の活動が顕著となり、引き続き戦略的重要性の高い地域である。
加えて、20世紀後半以降の現代において、インド洋は、中東の石油資源、アフリカの希少金属資源（レアメタル）を運ぶ海上交通（シーレーン）の要衝である。ただしその範囲の定義は、中東を含むか否か、各国に差がある。

### 歴史

#### 19世紀
19世紀初頭から20世紀初頭にかけ、英国は同国海軍の力を背景に、覇権国の座にあった。ナポレオン戦争におけるトラファルガー海戦で、英国がフランスを撃破して以来、インド洋は英国の独占的支配下にあった。
19世紀中期当時、英国は、海軍力を背景にユーラシア大陸南縁（アラビア半島沿海～インド～シンガポール～中国）を広く勢力圏に収めた。一方、ロシア帝国はユーラシア大陸北方で勢力を拡大していた。その結果、バルカン半島・中央アジア・東アジアの3点で、両国が衝突した。
クリミア戦争（1853-56年/嘉永6年-安政3年）では、クリミア半島だけでなくロシア極東地域（太平洋側）でも戦闘が行われた。この戦争の結果、中央アジアにおける南下が頓挫すると、同年5月ロシアは広大な清領を収奪し、東アジアへの進出を開始すると、英国は10月にアロー戦争を起こし、「対ロシア予防戦争」として中国を支配下に置いた。
また、1869年（明治2年）にスエズ運河が開通し、1883年（明治18年）からは同地域の防衛を英国海軍が担った。
アメリカは、米西戦争によって太平洋側にフィリピンやグアムという拠点を得、さらにハワイも領有した。アメリカはアジア方面へは、大西洋～インド洋～太平洋を経て航行しており、当該海域の航行の安全を保証していたのは英海軍であったため、米国は実質的には英国の庇護の下で通商を行っていた。

#### 20世紀前半
1901年（明治34年）1月1日、南太平洋に位置し、英国の植民地であったオーストラリアが自治領（Dominion）として実質的な独立を果たす。オーストラリアにとっても、膨張するロシア帝国は大きな脅威であった。しかし19世紀後半にかけ前述のような英露衝突が続く中、英国は太平洋地域に軍事力を向ける余力はなかった。そこで英国は、ロシアの南下阻止のためアジア太平洋の新興国である日本と、1902年（明治35年）に日英同盟を締結した。その後、日露戦争（1904-05年/明治37-38年）の結果、ロシアの太平洋進出は歯止めをかけられた。
1914年（大正3年）にパナマ運河が開通すると、アメリカは太平洋航路を主流として、アジア方面との貿易を拡大した。
第1次世界大戦の終結後、日本は英米に次ぐ世界第3位のシー・パワー国家となった。地政学が発展していく中、陸軍軍人であったカール・ハウスホーファーは『太平洋地政学』（初版1924年）を著した。同書の中では、太平洋地域が希少金属では劣るものの自給自足的な面を強調し、日本の自給自足性を高評価した。
またハウスフォーファーやニコラス・スパイクマンは、スンダ列島～台湾に至る海域を「アジアの地中海」と呼称した。

#### 20世紀後半
第二次世界大戦における太平洋戦争（大東亜戦争）の結果、東南アジア地域におけるヨーロッパ諸国の植民地体制は終焉を迎え、西欧の同地域に対するプレゼンスは著しく低下した。さらに1968年（昭和43年）に、英国がスエズ以東から3年以内に撤退する旨を表明し、インド洋～太平洋地域は勢力空白期を迎えた。
同年、ソビエト連邦が、黒海艦隊を地中海に常駐させ、インド洋への軍事進出を開始した。1977年（昭和52年）に行われたソ連の空輸演習では、ソ連及び東欧諸国からエチオピアに至る航空ルートの一つがタシュケント（ソ連：現ウズベキスタン）からマダガスカル上空を通過しベイラ（モザンビーク）に至るものであった。
またソ連は、国際連合のインド洋特別委員会を通じ、同地域の非核化・非軍事化を推進する政治的動きを見せた。ソ連の政治的動きは、観光不振・援助金の減少に悩む同地域の島嶼国にとって好意的に受け止められ、マダガスカル、モーリシャス、セイシェル諸島は左傾化の動きもあると分析されていた。
アフリカ～中東～インド洋での活動を活発化するソ連の動きに対し、フランスは、当時ジブチやマヨットに軍事基地を有し、ソ連の軍事的・政治的進出を阻む姿勢を見せていた。そしてアメリカは、1972年に太平洋軍の担任区をインド洋まで拡大し、1970年代半ば以降は自らの担任区を「インド・太平洋」と呼称するようになった。ただしこの呼称を用いたのは米太平洋軍のみで、政府としての概念には至っていない。1980年代以降の地域主義の高まりの中で、「アジア・太平洋」という概念が主流であった。冷戦後、米国は中東・アフリカの問題を「アジア・太平洋」とは切り離して考えるようになった。
一方、1970年（昭和45年）にインド海軍のビンドラ大佐が書いた論文『The Indean Osean As Seen By Indean』（邦題：インド人の眼から見たインド洋）では、インド洋における米ソの対立に自制が期待できるとした上で、将来の中国の野心に懸念を示し、これを防止するための日印豪の連携が考えられるとした。

#### 21世紀前半

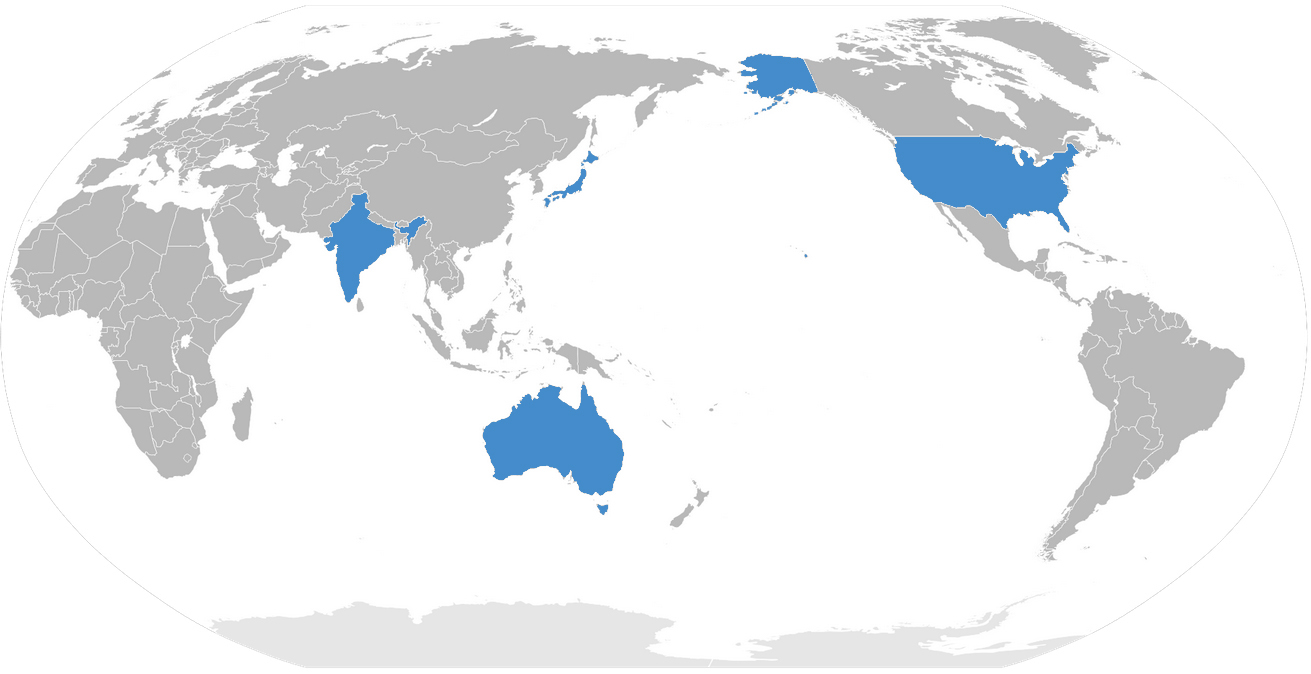
日米豪印戦略対話に参加した4カ国

中華人民共和国は、1978年（昭和53年）以来の改革開放政策により、2010年(平成22年)にはGDP世界第2位となり、これに前後して軍事・政治的活動を活発化させるようになった。
中国の経済的・軍事的台頭に対応する集団安全保障構想として、2007年5月に米国、日本、オーストラリア、インドの四カ国によるQuad クアッド (日米豪印戦略対話)が成立した。同年8月、日本の安倍晋三首相（当時）は訪印し、インド国会で『二つの海の交わり』と題した演説で「太平洋とインド洋」の重要性について言及した。
2016年（平成28年）8月、第6回アフリカ開発会議 (TICAD VI)に参加した安倍首相は、再び「自由で開かれた2つの大洋」である「太平洋とインド洋」に言及し、「自由で開かれたインド太平洋戦略（FOIP:Free and Open Indo-Pacific Strategy）」を対外発表した。
2017年（平成29年）1月、米国でドナルド・トランプ大統領政権が発足すると、外務省と国務省の政策協議の中で日本のFOIPに関心を示した。同年10月、レックス・ティラーソン国務長官がインド政策に関する演説の中で中国を厳しく批判しつつ、初めて公式にFOIPに言及した。翌11月、訪日したトランプ米大統領は安倍首相と会談し、FOIP実現のため日米が協力することで一致し、政権の新たなアジア太平洋政策として支持した。同年12月の国家安全保障戦略（NSS）の中で、中露との競争を念頭に置きつつも、FOIP、さらには台湾への積極的関与について言及した。翌2018年5月、米太平洋軍は「インド太平洋軍」に名称そのものを変更し、同地域を重要視する姿勢を示した。
FOIPは中国の外交戦略一帯一路構想を強く意識したもので、しかし中国を排除するのでなく、包摂するものとされる。
インド太平洋に海外領土を持つフランスも安全保障構想を持つ（後述）。2020年にはドイツ、オランダもこれに続き、2021年にはEUもインド太平洋における安全保障構想を持つようになった。

## 各国における外交戦略

### 日本
日本の構想は、中華人民共和国の経済的台頭を意識して、インド洋と太平洋を繋ぎ、アフリカとアジアを繋ぐことで国際社会の安定と繁栄の実現を目指す。構想実現の3本柱として、
1. 法の支配、航行の自由、自由貿易等の普及・定着
2. 経済的繁栄の追求（ASEAN東南アジア・西南アジア・中東・東南部アフリカの連結、EPA/FTAや投資協定を含む経済連携）
3. 平和と安定の確保（海上法執行能力の構築、人道支援・災害救援等)

が挙げられている。
日本の外交戦略としての「インド太平洋」構想は、安倍晋三によって提唱され、推進されてきた。この構想は第1次安倍政権の価値観外交における「自由と繁栄の弧」の概念に始点を持つ。「自由と繁栄の弧」とは、北欧諸国、バルト諸国、中欧・東欧、中央アジア・コーカサス、中東、インド亜大陸、東南アジア、北東アジアにつながる弧状の地域を、自由、民主主義、基本的人権、法の支配、市場経済といった価値を基礎とする地域を目指すものであった。
安倍は2007年（平成19年）8月22日にインド国会で行った「二つの海の交わり」という演説で「太平洋とインド洋は、今や自由の海、繁栄の海として、一つのダイナミックな結合をもたらして」おり、「従来の地理的境界を突き破る『拡大アジア』が、明瞭な形を現しつつあ」ると述べ、日印戦略的グローバルパートナーシップが、この構想の要をなすと述べた。
第2次安倍政権の外交方針でも従来のアジア太平洋地域とインド洋を結びつけ、アフリカにまで達する地域への外交・安全保障上の関与を強化するとした。安倍は首相就任翌日の2012年12月27日に発表した英文論文「Asia's Democratic Security Diamond（アジアの民主的な安全保障ダイヤモンド）」において、中国の南シナ海での挑戦により「太平洋とインド洋にわたる航行の自由」が脅かされつつあるが、日本とハワイ（米国）、オーストラリア、インドを結ぶダイヤモンド形の集団安全保障として、セキュリティダイヤモンド構想を提唱した。2013年1月18日にジャカルタで予定 されていた「開かれた、海の恵み――日本外交の新たな5原則」演説では「2つの海（太平洋とインド洋）が結び合うこの地において、思想、表現、言論の自由――人類が獲得した普遍的価値は，十全に幸（さき）わわねばなりません」「わたくしたちにとって最も大切なコモンズである海は、力によってでなく、法とルールの支配するところでなくてはなりません」と述べていた。
2013年（平成25年）2月23日のワシントン戦略国際問題研究所での演説で安倍は「インド太平洋」という語を明確に用いた。2月28日の施政方針演説では日米豪印の4カ国にアセアン諸国などの海洋アジア諸国 との連携を深めていくと述べた
2016年(平成28年)8月のアフリカ開発会議で安倍は次の演説を行い、「自由で開かれたインド太平洋 (Free and Open Indo-Pacific Strategy、FOIP）」を提唱した。
日本は、当初「一帯一路」への関与に消極的であったが、2017年末から「自由で開かれたインド太平洋」構想と「一帯一路」構想との連携について、条件付きで検討された。

### アメリカ合衆国
先述の通り、ドナルド・トランプ大統領は2017年11月の東アジア訪問で、中国の一帯一路構想や海洋進出を念頭に、日本の安倍首相の唱える「自由で開かれたインド太平洋」戦略を政権の新たなアジア太平洋戦略として支持した。これは、アメリカ主導の外交政策を日本がフォローするという従来型のパターンを逆転するものとなった。
2018年（平成30年）5月30日、「アメリカ太平洋軍」の名称を「アメリカインド太平洋軍」へと変更し、同地域を重視する姿勢を強めた。
2021年（令和3年）4月16日、菅義偉総理大臣とジョー・バイデン大統領は日米首脳共同声明を発表し、「自由で開かれたインド太平洋を形作る日米同盟」と明記した。声明では尖閣諸島、南シナ海における中国の海洋権益に関する主張や台湾海峡問題、香港、新疆ウイグル自治区など中国の覇権主義的な動きに対応するものとして以下のように明記された。
中国はこれに対して内政干渉だとして「強い不満と断固反対」と反発した

### オーストラリア
オーストラリア政府は2013年5月に発表された防衛白書で「インド太平洋」を最初に公式に使用した。同年9月に成立したオーストラリア自由党・国民党連合政権は、「アジア太平洋」に替わる地域概念として「インド太平洋」を使用した。
日本の提唱する「自由で開かれたインド太平洋戦略」とは類似点・相違点がそれぞれある。日本が対象とするシーレーンはオーストラリアにとっても死活問題であったが、日中関係と豪中関係は大きく異なり、オーストラリア経済の対中依存度は、2007年の12％程度から2017年の24％と増大傾向である。オーストラリアはASEAN重視の考えは不変であると、2018年のASEAN特別サミットで表明している。
オーストラリアの構想では、対アフリカ開発協力は強調されていない。このことから、オーストラリアが想定する「インド太平洋」の西端は、実質的にインドであり、アフリカに至ってはいないと指摘されている。

### インド
中国はパキスタンと連携し、グワーダル港など中国パキスタン経済回廊（CPEC）を建設している。これに脅威を感じていたインドのナレンドラ・モディ首相はそれまでのルックイースト政策からアクト・イースト（Act East）戦略を提唱し、日米のインド太平洋戦略を支持した。

### 東南アジア
ASEAN諸国は、主要国の間でバランスを図ろうとしており、対中温度差もある。特に「自由で開かれたインド太平洋“戦略”」の語に、「一帯一路」への対抗戦略として、二者択一であるとの受け止めもあった。
2018年8月のASEAN外相会議の議長声明では、インド太平洋と一帯一路が併記されてバランスがとられた。同年11月のASEAN首脳会議では中国と領有権を争うベトナムなどに配慮し南シナ海問題について「懸念に留意する」とした上で、「ASEAN中心の原則」に基づくと独自のインド太平洋構想をにじませながら、中国の一帯一路に対して協力を模索していくとした。
2019年6月22日の第34回ASEAN首脳会議でASEAN独自のインド太平洋構想（ASEAN Outlook on the Indo-Pacific、AOIP）が採択された
。これに対して米国、日本、韓国、オーストラリア、インドは歓迎した。

### フランス
フランスはインド太平洋に多数の海外領土を有している（フランスの海外県・海外領土）。インド洋における海外領土の面積は465,422 ㎢で、排他的経済水域は900万km2（世界第2位）である。
2016年（平成28年）に『アジア太平洋地域の安全保障とフランス』を発表し、2019年版では『フランスとインド太平洋における安全保障』に（日本語訳が）改題されている。
特に、海外駐留軍および常設軍事基地を有していることが特徴である。インド太平洋地域の安全保障としてフランス軍部隊がインド洋に4100人、太平洋に2900人が常駐配備されており、フランス統合軍司令部は5か所に設置されている（下記のとおり）。
- 南インド洋管区フランス軍高等司令官
- ニューカレドニア駐屯フランス軍高等司令官
- フランス領ポリネシア駐屯フランス軍高等司令官・太平洋管区司令官
- アラブ首長国連邦駐屯フランス軍高等司令官・インド洋管区司令官
- ジブチ駐留フランス軍司令官

### ドイツ
ドイツ連邦共和国はインド太平洋外交指針 (Leitlinien zum Indo-Pazifik)を2020年（令和2年）9月1日に公表し、多国間主義、気候変動の緩和、人権、ルールに基づく自由貿易、特に安全保障政策の分野で協力を拡大するとし、インド太平洋は「国際秩序の形が決まる場所であり、強者の法に基づくのではなく、ルールと国際協力に基づく」と述べ、日本の「自由で開かれたインド太平洋構想」を共有するとし、アジア海賊対策地域協力協定への加盟も計画すると述べた。
これより以前、ドイツ政府は「中国の一帯一路政策は、EUの分断につながる」と主張していた。2020年夏にはドイツ社会民主党のフランク＝ヴァルター・シュタインマイアー大統領は2020年6月の香港での国家安全法施行について、香港の憲法に違反し、国際的な取り決めにも違反するとして「この国際法違反に対する我々の怒りは、一時的に終わるものではない」と中国共産党政府を批判し、また緑の党のカトリン・ゲーリング＝エッカルト院内総務は「ドイツ政府は中国に対する圧力を高めるべきだ」と述べた。

### イギリス
イギリスはブレグジットなどを背景に2010年代初頭からインド太平洋地域へ接近してきた。
イギリス政府は2021年3月16日に安全保障外交統合レビュー（Global Britain in a Competitive_Age-the Integrated Review of Security, Defense, Development and Foreign Policy）を発表し、インド太平洋地域が国際情勢においてますます重要な地域となってきているとした。
中国の軍事力増強、そしてインド太平洋地域だけでなくそれ以外の地域に対して中国が主張する内容は、イギリスにとって危険であると明記された。統合レビューの中で日本は最も緊密なパートナーであるとし、ほか韓国、インドネシア、ベトナム、マレーシア、シンガポールとの連携も固めていくとした。ただし、日米の「自由で開かれたインド太平洋（FOIP）」構想や日米豪印の安保対話（QUAD）には触れなかった。
イギリスが国家戦略の重心をインド太平洋に置いたことについて産経新聞は「冷戦後最大の外交・安保政策の転換」と評した。

### EU
2021年（令和3年）4月19日、EU外相会合は、インド太平洋地域でのEUの利益を守り、「民主主義と法の支配、人権、国際法」を促進していくことで合意した。

### 演説
- “「開かれた、海の恵み　―日本外交の新たな5原則―」”.  外務省 (2013年1月18日). 2022年2月12日閲覧。
- “TICAD VI開会に当たって・安倍晋三日本国総理大臣基調演説”.  外務省 (2016年8月27日). 2022年2月12日閲覧。

### 書籍、論文等
- 曽村保信『地政学入門外交戦略の政治学』中央公論社〈中公新書〉、1984年3月25日。ISBN 978-4121807212。
- 中西輝政「幕末日本を直撃した　英露グレートゲーム」『文藝春秋SPECIAL』第41巻、文芸春秋社、2017年10月1日、82-89頁。
- 竹田いさみ「オーストラリアから見た日英同盟」『文藝春秋SPECIAL』第41巻、文芸春秋社、2017年10月1日、104-109頁。
- 河合正弘「第5章：「一帯一路」構想と「インド太平洋」構想」『反グローバリズム再考：国際経済秩序を揺るがす危機要因の研究「世界経済研究会」報告書』、日本国際問題研究所、2019年3月、104-116頁。
- 小谷哲男「第4章：アメリカのインド太平洋戦略：さらなる日米協力の余地」『研究報告：インド太平洋地域の海洋安全保障と『法の支配』の実体化にむけて：国際公共財の維持強化に向けた日本外交の新たな取り組み』、日本国際問題研究所、2021年6月7日、61-69頁。
- 岡本次郎「日本と豪州の「インド太平洋」構想」『アジ研ブリーフ』第130巻、日本貿易振興機構アジア研究所、2019年7月11日、1-2頁。

- “フランスとインド太平洋における安全保障 2019年版”.  フランス共和国政府：国際関係・戦略総局 (2019年5月). 2022年2月12日閲覧。

- Shinzo Abe, "Asia's Democratic Security Diamond," Project Syndicate, December 27, 2012.
- 日本外務省「自由で開かれたインド太平洋」令和元年11月21日
- 「ASEAN OUTLOOK ON THE INDO-PACIFIC」
- 神谷万丈「『競争戦略』のための『協力戦略』-日本の『自由で開かれたインド太平洋』戦略(構想) の複合的構造-」『Security Studies 安全保障研究』第1巻第2号、2019年4月、47-64 頁。
- 白石隆『海洋アジアvs.大陸アジア:日本の国家戦略を考える』ミネルヴァ書房 、2016年